# Denice Santiago
Denice Santiago Santos do Rosário (Salvador, 17 de abril de 1971), mais conhecida como Major Denice Santiago, é uma policial militar e psicóloga brasileira filiada ao Partido dos Trabalhadores (PT).
Santiago foi a criadora da Ronda Maria da Penha, um programa da Polícia Militar da Bahia. Candomblecista, ela é reconhecida por suas ações pioneiras de combate à violência doméstica e ao racismo e pela promoção do feminismo.

## Carreira
Oriunda de uma família de baixa renda, Santiago foi estimulada por seu pai a ingressar na carreira militar depois de concluir o ensino médio em 1990. Ela iniciou a carreira como sargento na primeira turma de praças femininas da Polícia Militar da Bahia (PMBA) e depois de dois anos participou da primeira turma aberta para oficiais mulheres.
Santiago se graduou em psicologia na Universidade Federal da Bahia (UFBA), onde também cursou mestrado em Desenvolvimento e Gestão Social. Ela foi promovida a major da PMBA em 2016.

## Política
Em 2020 Santiago se afastou da PMBA e se filiou ao Partido dos Trabalhadores para concorrer à prefeitura de Salvador. Ela foi escolhida pré-candidata pelo partido, derrotando o ex-ministro Juca Ferreira e a socióloga Vilma Reis. Enquanto candidata a prefeita de Salvador no ano de 2020, obteve 228.942 votos e ficou em segundo lugar na disputa eleitoral.
Nas Eleições Gerais de 2022, candidatou-se à Deputada Federal da Bahia, recebeu 33.980 votos, não foi eleita, mas ficou como suplente.

## Prêmios
- Comenda Maria Quitéria, 2017[6]
- Diploma Bertha Lutz, 2017[5]
- Comenda 2 de julho, 2018[12]